# Анте Павелич
Анте Павелич (на хърватски: Ante Pavelić) е основател и ръководител на хърватското националсоциалистическо/фашистко  движение Усташи (Ustaše) през 1930-те, a по-късно държавен глава на Независимата хърватска държава (Nezavisna Država Hrvatska, NDH) по време на Втората световна война.

## Биография
Анте Павелич е роден на 14 юли 1889 година в Брадина.

## Отношения сВМРО
Анте Павелич е близък приятел с Иван Михайлов и подкрепя българското националноосвободително движение във Вардарска Македония. През 1927 година, в студентския процес в Скопие, Анте Павелич е съдебен защитник на обвинени членове на Македонската младежка тайна революционна организация. В 1929 година Анте Павелич пристига на посещение в София по покана на Македонския национален комитет и е посрещнат тържествено от близо 10 000 души. На 20 април е подписана Софийската декларация за сътрудничество с Националния комитет на Македонските братства. На 14 април 1933 година Иван Михайлов, Анте Павелич и Хасан бей Прищина изработват проект за съюз между ВМРО, Усташа и косовския комитет за съвместна дейност срещу Югославия. Ответната визита в Загреб се осъществява в 1942 г. В резултат започва да излиза списанието „Загреб — София“.
През 1934 Анте Павелич участва в подготовката на убийството на югославския крал Александър Караджорджевич и френския външен министър Луи Барту при атентата в Марсилия. След това Павелич е осъден на смърт, но успява да избяга в Италия и Мусолини отказва да го предаде на съда.

### Независима хърватска държава
През 1941 г. Загреб е превзет от германската армия и усташките лидери провъзгласяват независимостта на Хърватия. Павелич напуска Италия и се завръща в страната си на 15 април 1941 г., за да поеме ръководството. Управлението му е благословено от архиепископа на Хърватия и от папа Пий XII. След това религиозните католически лидери и свещеници получават високи постове в движението на Павелич.
По време на усташкото управление в Хърватия са създадени концентрационни лагери в Ясеновац, Стара Градишка, Крапе, Брочице и други.

### Аржентински период
След поражението на армиите на Оста в края на Втората световна война, преди влизането на победителите в Хърватия, Павелич се спасява в Австрия. Там е арестуван и затворен. След това с помощта на папа Пий XII е пуснат от затвора и се укрива във Ватикана, след което бяга в Аржентина. Там възражда усташкото движение и е съветник по въпросите на сигурността на президента Хуан Перон.
През април 1957 година е прострелян два пъти при неуспешен опит за убийство срещу него. Покушението е приписано на югославската тайна полиция на Тито УДБА, въпреки че не е отхвърлена и възможността да е извършено от сръбски четник. Впоследствие Павелич е принуден на напусне Аржентина, за да избегне арестуване и екстрадиране. Намира убежище в Испания, където умира в Мадрид в края на 1959 година, от усложнения на раните, получени при покушението срещу него.